# Баффало (округ Баффало, Вісконсин)
Баффало (англ. Buffalo) — місто (англ. town) в США, в окрузі Баффало штату Вісконсин. Населення — 746 осіб (2020).

## Демографія
Згідно з переписом 2010 року, у місті мешкало 705 осіб у 285 домогосподарствах у складі 205 родин. Було 316 помешкань
Расовий склад населення:
| - 97,9 % — білих - 0,4 % — чорних або афроамериканців - 0,1 % — корінних американців - 0,1 % — азіатів |

До двох чи більше рас належало 0,6 %. Частка іспаномовних становила 0,0 % від усіх жителів.
За віковим діапазоном населення розподілялося таким чином: 23,0 % — особи молодші 18 років, 60,5 % — особи у віці 18—64 років, 16,5 % — особи у віці 65 років та старші. Медіана віку мешканця становила 45,6 року. На 100 осіб жіночої статі у місті припадало 106,7 чоловіків;  на 100 жінок у віці від 18 років та старших — 113,8 чоловіків також старших 18 років.
Середній дохід на одне домашнє господарство  становив 64 020 доларів США (медіана — 60 882), а середній дохід на одну сім'ю — 72 897 доларів (медіана — 66 111). Медіана доходів становила 46 875 доларів для чоловіків та 34 167 доларів для жінок. За межею бідності перебувало 6,4 % осіб, у тому числі 6,6 % дітей у віці до 18 років та 6,1 % осіб у віці 65 років та старших.
Цивільне працевлаштоване населення становило 424 особи. Основні галузі зайнятості: виробництво — 26,4 %, освіта, охорона здоров'я та соціальна допомога — 23,3 %, роздрібна торгівля — 11,1 %, будівництво — 7,1 %.